# منتخب الأرجنتين لكرة القاعدة
منتخب الأرجنتين لكرة القاعدة (بالإسبانية: Selección de béisbol de Argentina)‏ هو ممثل الأرجنتين الرسمي في المنافسات الدولية في كرة القاعدة .